# Geoffrey Cros
Pour les articles homonymes, voir Cros.
Ne doit pas être confondu avec Geoff Cross ou François Cros.

a Compétitions nationales et continentales officielles uniquement.

b Matchs officiels uniquement.
Dernière mise à jour le 15 juin 2025.
Geoffrey Cros, né le 8 mars 1997 à Nice, est un joueur français de rugby à XV jouant aux postes d'ailier ou d'arrière au FC Grenoble.

## Biographie
Après avoir débuté le rugby à Bagnères-de-Bigorre, il commence sa carrière professionnelle à Tarbes,avant de rejoindre en 2016 l'Union Bordeaux Bègles en Top 14,.
En 2023-2024, Geoffrey Cros signe au FC Grenoble pour deux ans, pour sa première saison il est finaliste de Pro D2 et affronte le RC Vannes.
Pour cette finale, il est titulaire, les Grenoblois sont battus aux portes du Top 14, sur le score de 16 à 9. En barrage pour la montée en première division, le FC Grenoble fait face au Montpellier HR.
Cependant, pour la deuxième année consécutive, son club rate la montée lors du barrage défait à trois minutes de la fin 18-20.
En 2024-2025, leader de la saison régulière, son club du FCG s'impose en demi-finale à domicile contre Provence Rugby (38-17), puis s'incline en finale face à l'US Montauban (19-24). Le FCG s'incline ensuite encore une fois de justesse (11-13) à trois minutes de la fin, dans le barrage d'accession le 14 juin 2025 contre Perpignan.

## Palmarès
- FC Grenoble
  - Finaliste du Championnat de France de 2e division en 2024 et 2025.